# 三楚
三楚，分成西楚、东楚与南楚等，為秦漢之間的古地名。三楚本指楚国强盛时期的地理范围，到后來成为楚文化概念。直至东汉时期，依然为时人所使用。南北朝後泛指湖南、湖北一帶。戰國時期，楚國疆域遼闊，於秦漢之間按先後成立順序分成南楚、東楚與西楚等地，此說法出自《史記‧卷一二九‧貨殖列傳》。其中西楚地還於秦末漢初時由西楚霸王項羽建立西楚國。另外，三楚的南楚、東楚、西楚又可指三個城市：江陵（今湖北江陵）、吳郡（今江蘇苏州）與彭城（今江蘇徐州），此說法出自《漢書‧卷一‧高帝紀上》，這也吻合秦末漢初三楚的主要城市，這三城乃是楚人的核心地带。

## 範圍與源由
- 南楚：《史記》指衡山、九江、江南、豫章、長沙等地[3]，泛指楚國隆興之地，重要城市為江陵[4]。南楚為春秋戰國時期楚國固有領地。這個領地自楚武王、楚文王開始向四周拓展，到楚莊王穩固疆域為止，總共領有古麋國（湖北鄖陽、房州一帶）、盧國、羅國（湖北襄樊、荊門一帶）、南方百苗等大小諸侯國。戰國中期，秦國屢次攻伐楚國。前279年秦將白起於鄢郢之戰擊潰楚頃襄王，楚國首都郢（今湖北江陵）被秦軍攻占，龍興之地淪陷，大量楚人東逃江淮之地，楚國也遷都至陳（今河南淮陽）。此舊有龍興之地即南楚[1]。
- 東楚：《史記》指彭城以東，東海、廣陵、吳（吳郡）等地[3]，泛指新占越國之地，重要城市為吳郡[4]。東楚為春秋末戰國初的越國之地。越國自越王勾踐滅吳國後占有北至東海、南抵餘杭（今浙江杭州）、東至海、西沿江淮之地。戰國初，楚國屢次占領越國土地。前306年，楚國乘越國內亂之際，聯合齊國攻滅越國，殺死越王無彊。吳郡先後是吳國與越國的首都姑蘇（今江蘇蘇州），為江東的重鎮之一。此新占越國之地即東楚[1]。
- 西楚：《史記》指淮北、沛、陳、南郡、汝南等地[3]，泛指楚人復興之地，重要城市為彭城[4]。西楚為戰國末期楚國新奪之地與西楚時期楚人主要勢力範圍。楚國被秦國擊潰後，大量楚人東遷江淮之地，楚國朝廷最後定都壽春。在北伐占魯國、宋國與泗上十二諸侯等諸侯國後，楚國勢力拓展到淮北與魯南一帶，江淮徐之地變成楚人的主要領地。在秦末六國遺民起義時，即有許多楚人在西楚地舉兵抗秦。而項梁、項羽叔姪也於會稽舉兵北上，至西楚地領導楚人對抗秦軍，其基地即西楚地的重都彭城。在項羽滅秦後，所建立的西楚國也是以彭城為首都。此楚人東遷殖民、並成為復興之地即西楚[1]。

## 其他說法
晉朝後，三楚泛指湖南、湖北等楚地。例如《昭明文選》中提到「三楚多秀士，朝雲進荒淫」。到五代十國時，有三個藩鎮先後在楚地立國，被稱為三楚。分別是马殷据长沙建楚國，周行逢据武陵建湖南，高季兴据江陵建荊南（南平）。

## 外部連結
- 南楚、东楚和西楚示意图与历史成因